# Rossana Fernández-Maldonado
Rossana Fernández-Maldonado Nagaro (Lima, 3 de noviembre de 1977) es una actriz y presentadora de televisión peruana. Se inició como «cíndela» del programa infantil Nubeluz, para luego empezar como actriz de televisión. Ha antagonizado telenovelas colombianas y en su país ha protagonizado varios musicales, incluidos Cabaret y Amor sin barreras (West Side Story).

## Primeros años
Rossana es hija de Jorge Fernández-Maldonado Castro y de Victoria Nagaro Manrique; por línea paterna es nieta del expresidente del Consejo de Ministros Jorge Fernández-Maldonado Solari. Estudió en el Colegio Alexander von Humboldt.

## Carrera
A los tres años de edad comenzó a realizar comerciales y a los trece participó en una audición para el programa infantil Nubeluz, junto con su prima, en donde fue elegida para desempañarse como «cíndela». Y allí es donde se afianzó su vocación al mundo de la televisión.
Empezó sus estudios de Educación en la Unifé, específicamente educación inicial, a la par que actuaba en telenovelas como Nino (su debut como actriz), Leonela, muriendo de amor, Luz María, Isabella, mujer enamorada y Pobre diabla. Posteriormente, dejó la Unifé para estudiar canto, actuación y baile en Nueva York en los años 2000 y 2001 en el Neighborhood School of the Theatre. Acabados los estudios, comenzó a residir en Miami, donde fue convocada para la audición de la telenovela Vale todo, coproducción de Telemundo y Rede Globo de Brasil, consiguió el papel y grabó la novela en Río de Janeiro en 2002. Luego de esta, en 2003, actuó en AMA, la academia, telenovela colombiana.
En 2004 consiguió el rol antagónico en La mujer en el espejo, telenovela de Telemundo realizada en Bogotá. Con esto su carrera llegó a México, Colombia y Brasil, países donde ya era conocida. También en Bogotá, en el año 2005, participó en el musical Grease, presentado en el Teatro Colsubsidio, en el rol protagónico. Estelarizó además varios episodios unitarios de la serie Decisiones de la cadena Telemundo.
Regresó a Perú en 2006 para actuar en el musical Broadway nights. Seguidamente, actuó en la serie de comedia Mi problema con las mujeres de Frecuencia Latina. Esta serie fue nominada a los Premios Emmy Internacional en la categoría Mejor comedia.
En 2007 protagonizó Un amor indomable, telenovela de ATV. El año siguiente, regresó a Colombia para actuar en La traición de Telemundo, donde realizó el papel antagónico.
En 2009 actuó en la serie de comedia Placeres y tentaciones. Posteriormente, concursó en el programa de telerrealidad de canto y baile El show de los sueños, conducido por Gisela Valcárcel, donde obtuvo el segundo lugar tras tres meses de competencia.  Clasificó para la última temporada, El show de los sueños: reyes del show, donde quedó en cuarto lugar. 
En teatro, durante el 2009, participó en tres montajes teatrales: el musical Cabaret donde interpretó el rol protagónico de Sally Bowles, la comedia Una pulga en la oreja (adaptación de A Flea in her ear), y el musical A pie, descalzos ¡vamos! donde realizó varios personajes.
En 2010 volvió a los escenarios con El musical 2010, nuevamente mostrándose como cantante, y compartiendo su tiempo con compromisos de la firma Oechsle, tienda por departamentos peruana de la cual se convirtió en imagen. También participó en el espectáculo infantil ¡Grántico, pálmani, zum!, en el marco del vigésimo aniversario de Nubeluz. A fines de ese año grabó, junto con el cantante José Val, la balada «Yo te prometo».
Rossana protagonizó la obra musical Amor sin barreras (West Side Story) de Preludio Asociación Cultural en 2011 al lado de Marco Zunino, presentada durante junio-julio en el Teatro Municipal de Lima. Además, regresó a la televisión estelarizando la telenovela de corte clown La santa sazón, producida por July Naters.
Rossana debutó como presentadora en 2012, en el programa Hola a todos de ATV, junto con Gian Piero Díaz en un inicio.
En mayo de 2012, participó en el musical Hairspray como Amber Von Tussle, bajo la dirección de Juan Carlos Fisher en el Teatro Peruano Japonés.
Rossana grabó en 2012 para la película Teresa, la novia del libertador.
Rossana actuará en la obra Un sombrero de paja de Italia, en 2013. Estelarizará la película La hora azul —adaptación fílmica de la novela homónima— dirigida por Evelyne Pégot-Ogier. Su siguiente obra fue en 2014 Mentiras, el musical.
En 2019 condujo el programa Mamá 360 para Willax Televisión, además de debutar como locutora de Ritmo Romántica en 2020.

## Vida personal
En mayo de 2008, se casó con Nicolás Sáez Yano, osteópata argentino a quien conoció en Colombia. Rossana y Nicolás tienen una hija llamada Maitena, nacida en 2010.

## Filmografía

### Películas
| Año  | Título                      | Personaje       | Notas        |
| ---- | --------------------------- | --------------- | ------------ |
| 2001 | Señor ladrón                | Livia           | Cortometraje |
| 2004 | Una sombra al frente        | Rosa Aet        |              |
| 2005 | Anillo de compromiso        | Maya            | Cortometraje |
| 2009 | Zona oculta                 | Micaela         | Cortometraje |
| 2014 | La hora azul                | TBA             |              |
| 2014 | La amante del libertador    | Catalina        |              |
| 2016 | Locos de amor               | Viviana         |              |
| 2018 | Utopía y sobredosis de amor | Elizabeth/Sofía |              |
| 2019 | Recontraloca                |                 |              |

### Televisión
| Año            | Título                                     | Personaje                        | Notas |
| -------------- | ------------------------------------------ | -------------------------------- | --- |
| 1992-1995      | Nubeluz                                    | «Cíndela»                        | |
| 1996           | Nino                                       | Sofía Yépez                      | |
| 1997           | Leonela, muriendo de amor                  | Patricia «Paty» Machado Mirabal  | |
| 1998           | Luz María                                  | Liliana «Lily» Aldama de la Vega | |
| 1999           | Isabella, mujer enamorada                  | Patricia Armendáriz de la Torre  | |
| 2000           | Pobre diabla                               | Sandra Palacios                  | |
| 2002           | Vale todo                                  | Beatriz                          | Rol principal |
| 2002           | Teatro desde el teatro                     | El ángel                         | Episodio: «Un cuento de Navidad» |
| 2003           | A. M. A La Academia                        | Manuela Echeverry                | Rol principal |
| 2004           | La mujer en el espejo                      | Xiomara Carvajal                 | Rol antagónico |
| 2005           | La Guerra de los Sexos                     | Participante                     | Programa de concursos |
| 2005-2006      | Decisiones                                 | Varios roles                     | Episodio: «Un amor prohibido» Episodio: «Madre por engaño» Episodio: «Profeta en tierras lejanas» Episodio: «Trampa para un don juan» Episodio: «De esposa a amante» Episodio: «La bruja» Episodio: «Juntas o ninguna» Episodio: «La máquina del amor» Episodio: «Las trampas del destino» Episodio: «Mala noche» Episodio: «Yo maté a tu novio» Episodio: «Cambio mujer de 50 por dos de 25» Episodio: «Una decisión equivocada» Episodio: «Amor mentiroso» Episodio: «Compadres» Episodio: «Dulce engaño» Episodio: «Ese es mi hijo» |
| 2006           | Esta sociedad                              | Sandra Queirolo                  | |
| 2006           | Mi problema con las mujeres                | Caro                             | |
| 2007           | Un amor indomable                          | Julieta Montenegro               | Rol principal |
| 2008           | Placeres y tentaciones                     | Chiara Pringle                   | Rol coprotagónico |
| 2008           | Esta sociedad 2                            | Sandra Queirolo                  | |
| 2008           | La traición                                | Beatriz de Linares               | Rol antagónico |
| 2009           | Fuego cruzado: Vidas extremas              | Famosa                           | 1 episodio |
| 2009           | El show de los sueños: sangre de mi sangre | Concursante                      | 2.º puesto |
| 2009           | El show de los sueños: reyes del show      | Concursante                      | 4.º puesto |
| 2011           | La santa sazón                             | Luz Gringuita                    | Rol principal |
| 2012-2016      | Hola a todos                               | Presentadora                     | |
| 2015-2016 2017 | Fábrica de sueños                          | Presentadora                     | |
| 2018 2019      | El artista del año                         | Ella misma                       | 3.er puesto en la primera temporada 2.º puesto en la tercera temporada |
| 2019           | Mama 360                                   | Presentadora                     | |
| 2020           | Aislados, la serie                         | Macarena Mariela Ignacia Perazzo | |
| 2020-2021      | De vuelta al barrio                        | Guadalupe «Lupe» Ramos           | |
| 2021 2022      | Sorprendete                                | Presentadora                     | Rol principal |

### Teatro
| Año  | Título                              | Personaje                              | Notas                                                         |
| ---- | ----------------------------------- | -------------------------------------- | ------------------------------------------------------------- |
| 1999 | A Chorus Line                       | Maggie Winslow                         | Teatro Montecarlo                                             |
| 2005 | Grease                              | Sandy Olsson                           | Rol principal; Teatro Colsubsidio, Bogotá                     |
| 2006 | Broadway nights                     | Roxie Hart / Charity Hope Valentine    | Sur Plaza Boulevard de Asia                                   |
| 2009 | Una pulga en la oreja               | Bavet                                  | Auditorio del Colegio San Agustín                             |
| 2009 | A pie, descalzos ¡vamos!            | La Pobreza / la Providencia / el ángel | Atrio de la Iglesia San Francisco Teatro Municipal del Callao |
| 2009 | Cabaret                             | Sally Bowles                           | Rol principal, Teatro Marsano                                 |
| 2010 | El musical 2010                     | Varios roles                           | Teatro Segura                                                 |
| 2010 | ¡Grántico, pálmani, zum!            | Cíndela                                | Espectáculo infantil                                          |
| 2011 | Amor sin barreras (West Side Story) | Maria Nunez                            | Rol principal, Teatro Municipal de Lima                       |
| 2012 | Hairspray                           | Amber Von Tussle                       | Teatro Peruano Japonés                                        |
| 2013 | Un sombrero de paja de Italia       | Anaís                                  | Teatro Larco                                                  |
| 2014 | Mentiras, el musical                | Daniela                                |                                                               |
| 2019 | Madres, el musical                  | Daniela                                | Teatro Mario Vargas Llosa                                     |

## Créditos como cantante
| Año  | Canción                   | Álbum                    | Notas                           |
| ---- | ------------------------- | ------------------------ | ------------------------------- |
| 1999 | «Aunque juegues conmigo»  | —                        | Para Isabella, mujer enamorada  |
| 2009 | «¡Despierta, es Navidad!» | La Navidad de tus sueños | Elenco de El show de los sueños |
| 2010 | «Yo te prometo»           | —                        | Junto con José Val              |
| 2012 | «Aquí contigo (Navidad)»  | —                        | Junto con otros artistas        |

## Premios y nominaciones
| Año  | Premio                     | Categoría                                | Trabajo                     | Resultado |
| ---- | -------------------------- | ---------------------------------------- | --------------------------- | --------- |
| 2008 | Premios Emmy Internacional | Mejor comedia (compartido con el elenco) | Mi problema con las mujeres | Nominado  |